# 职位说明书
职位说明书又称为工作岗位说明书。一个完整的职务说明书包括工作描述与工作资格两大方面的内容。但由于职位不同，编写格式不同，编制出的职位说明书会呈现出不同的模式。一般而言，职位说明书的编制内容主要有以下几个方面：
1. 职务概述
包括职务的名称、编号、职务所属部门、职务等级、职务说明书的编写日期等项目。
2. 职务说明
  1. 职务概要：概要本职务的特征等主要工作范围。
  2. 责任范围及工作要求：任职者需完成的任务，所使用的材料及最终产品，需承担的责任，与他人联系，所接受的监督及所施与的监督等。
  3. 职务目标：主要关心本岗位要求达到的目标及提供的服务等。比如工作数量、质量、时间要求等。
  4. 机器、设备及工具：列出工作中使用到的所有机器、设备及辅助性工具等。
  5. 工作条件与环境：罗列有关的工作条件、如噪声水平、可能遇到的危险、工作场所布局等。
3. 任职资格
指担任此职务的人员应具备的基本资格和条件，如受教育水平、经验、培训、性别、年龄、相关工作经历、身体状况、个性、能力、知识要求、基本技能等方面。